# 舜王城
舜王城隶属中华人民共和国山东省菏泽市境内，是一个历史悠久的著名村庄，地处华北大平原黄河流域，物产丰富，环境宜人，以种植、生产、销售中药材名闻乡里。